# Eita
Eita（えいた、1991年10月27日 - ）は、日本の男性プロレスラー。長野県上松町出身。本名は小林 瑛太（こばやし えいた）。プロレスリング・ノア所属。血液型A型。

## 経歴
平成21年度 長野県高等学校総合体育大会レスリング競技60KG個人対抗戦優勝。
2011年5月30日 兵庫・ドラゴンゲートアリーナ【DRAGON GATE NEX】対KAGETORA戦にてデビュー。チョップを武器とし、第一回キング・オブ・チョップでは先輩レスラーを抑え優勝し特典としてメキシコ修行を直訴した。この際、小林はCIMAからメキシコの公用語であるスペイン語が喋れないことを指摘されて、メキシコ帯同のためのテストを受けることになった。課題はスペイン語で1（ウノ）〜100（シエン）を言えるようになることで、次回の神戸サンボーホール大会（第一回キング・オブ・チョップも神戸サンボーホール大会）で試験をすることになった。その結果は途中で詰まりはしたもの、なんとか言い切り合格。晴れてメキシコ修行に行くことになった。修行中にリングネームをEitaに改め、9月に一時帰国。その際にドラゴン・キッドにオープン・ザ・ブレイブゲート王座への挑戦を表明し、大阪府立体育会館大会でのタイトル戦が実現することとなった。その後、長期遠征を行いT-Hawk、U-Tと新ユニットミレニアルズを結成させて2013年8月に帰国。9月28日、タッグリーグ優勝決定戦でT-Hawkと共にYAMATO&B×Bハルクと対戦。そして当時ドリームゲート王者のYAMATOに勝利し、見事に優勝。そしてオープン・ザ・ツインゲート統一タッグ王座暫定王者組となった。10月26日、元ドリームゲートチャンピオンのYAMATOとシングルで対戦。しかし、胴締めスリーパーで5分43秒でEitaのレフェリーストップ負けとなった。11月3日、ツインゲート暫定王者組の2人は、キッドの負傷欠場で王座を返上したキッドとK-ness.と対戦し勝利。正式にツインゲート王者組となった。12月5日、後楽園ホール大会でT-Hawk、フラミータと共にオープン・ザ・トライアングルゲート王座に挑戦し奪取に成功、T-HawkとEitaは、ツインゲートとトライアングルゲートの二冠王になった。12月8日、札幌大会で土井成樹&YAMATOとツインゲート戦を行うも敗北。ツインゲートのベルトを防衛回数0で失った。12月22日、福岡国際センター大会でオレたちベテラン軍（CIMA/望月成晃/ドラゴン・キッド）とジミーズ（ジミー・ススム/斎藤"ジミー"了/Mr.キューキュー"谷嵜なおき"豊中ドルフィン）とトライアングルゲート王座防衛戦を行うも望月の腕固めでギブアップし、チャンピオンであるにもかかわらず最初の脱落チームになってしまった。
2014年3月16日、ジミーズの持つトライアングルゲートにT-Hawk、U-Tと挑戦し、王座を奪還。6月14日、博多大会で土井、サイバー・コング、Kzyを相手に防衛線を戦うが、U-TがKzyの韻波句徒で敗れ王座から陥落した。7月20日、神戸ワールド記念ホール大会でT-Hawkと共に鷹木信悟と戸澤陽の持つツインゲートに挑戦。T-HawkのナイトライドE.N.D.が鷹木に炸裂し、ツインゲートを取り戻す。その後、8月17日に望月とキッド、10月5日にススムとジミー・カゲトラを相手に防衛。11月2日、大阪06（CIMAとGamma）とツインゲート戦を行うが敗れ、ツインゲート王座から陥落した。11月6日、ミレニアルズの一員としてT-Hawk、フラミータ、ヨースケ♡サンタマリアと組み、ベテラン軍の大阪06の二人とドン・フジイ、スペル・シーサーと対戦した。ミレニアルズは、メキシコ強制送還、ベテラン軍は解散がかかった試合にT-Hawkが勝利、ベテラン軍を解散に追いやった。その後、大阪06にリマッチを要求し12月の後楽園ホールでもう一度、ツインゲート戦を行う事が決定した。12月3日、ツインゲート戦を行い勝利したが、観客からはブーイングを浴びた。12月28日、YAMATOとサイバー・コングを相手に防衛戦を行うも、T-HawkがYAMATOに敗れた。
2015年1月12日、Dr.マッスルとブレイブゲート王座決定戦を行うも数々の反則技に翻弄され、最後は韻波句徒で敗れる。
2016年7月20日、スーパーJカップに出場するも、1回戦で獣神サンダー・ライガーに敗れた。7月24日、マリアの持つブレイブゲート王座に挑戦し、Numero Unoで勝利。ついにブレイブゲート王座を獲得する事に成功した。9月10日、ドラゴン・キッドと組み、参加をしたSummer Adventure Tag League 2016の優勝決定戦を土井、"brother"YASSHI組をNumero Uno で破り優勝。10月2日、ドラゴン・キッドと組んでジミー・ススム、ジミー・カゲトラの持つオープン・ザ・ツインゲート統一タッグに挑戦するも、ススムのジャンボの勝ちで敗れる。11月3日、フラミータを挑戦者に迎え、オープン・ザ・ブレイブゲートの防衛戦に臨み、Numero Unoで退け、3度目の防衛に成功。12月25日、ジミー・カゲトラに防衛戦で勝利し、4度目の防衛に成功。
2017年11月8日、望月、キッド、ススム、斉藤了と組み、VerserKと戦うが、終盤にキッドを攻撃しOVER GENERATIONを離脱、VerserKに電撃加入する。12月23日、T－HawkとのタッグでCIMA・ススムとツインゲート王座決定戦を戦い勝利、第41代王者組となる。
2018年3月4日、ススム・堀口に勝利し、初防衛に成功。3月25日、kzy・堀口に勝利し、2度目の防衛に成功。5月5日、愛知県体育館大会でビックR清水・Ben-Kに敗れ王座陥落。7月5日、後楽園大会でアンチアスの1人残りし、OVERGENERATIONを解散させた。7月22日、神戸ワールド記念大会でキッドを破り、オープン・ザ・ブレイブゲート王座を奪取。9月24日、大田区大会で鷹木以外のアンチアス勢と新ユニットREAL EXTREAM DIFFUSION(リアルエクストリームディフュージョン)結成同日ブレイブゲートの再戦となったキッドに敗れる。ブレイブ王座を失った。10月2日、後楽園ホールで鷹木・ハルクとの試合後、脇腹を傷めて欠場する。12月23日、福岡国際センターでキッドとマスカラコントラガベジェラで対決をしたが、敗れて坊主となる。
2019年6月8日、Ben-KとKOG優勝決定戦で対決するも敗北。準優勝となった
2020年6月7日、当時ドリームゲート王者の土井を破りKING OF GATE優勝8月2日、和歌山県立体育館にてセコンドを一切介入させず正攻法で土井を破ってオープン・ザ・ドリームゲート王座を獲得。第31代王者となるとともに団体史上6人目となる全王座、全リーグ戦制覇のグランドスラムを達成。9月21日、負け残ったらR・E・Dを脱退してドラゴンゲート世代加入と1番目に脱出できなかったらドラゴンゲート世代の誰かとドリームゲート防衛戦を行うというリスクを背負い金網マッチに出場。4番目に脱出してRED脱退は免れたがドリームゲート防衛戦はKzyと行われる事になった11月3日、大阪府立体育会館大会でKzyとドリームゲートの初防衛戦を行い前代未聞の急所蹴りからの丸め込みで初防衛に成功した。その後、海外修行から帰ってきたシュン・スカイウォーカーからドリームゲート挑戦表明された11月15日、神戸ワールド記念ホール大会でシュンと2度目の防衛戦を行う。自身初の神戸ワールドのメインイベントだったが新技SSWで敗北し王座陥落。
2021年6月、プロレスリング・ノアに参戦し、EitaもNOSAWA論外を中心に結成された「PERROS DEL MAL DE JAPON」に加入。8月1日、自身2度目となる神戸ワールドのメインイベントで吉野正人の引退試合の相手を務める。最後はImperial Unoで吉野の引退を見送った9月20日、石田とH・Y・Oをパートナーにトライアングルゲート獲得10月7日、後楽園ホール大会でR・E・DvsMASQUERADEの全面対抗シングル5番勝負で一番最後にジェイソン・リーと対決するもフォールを奪われ2勝3敗で敗北10月10日のノア大阪府立体育会館大会でNOSAWAと組んでGHCジュニアヘビー級タッグ王座を奪取した。12月15日、石田とH・Y・Oと第一試合に出場。対戦相手の1人であったシュンがトライアングルゲート挑戦要求をH・Y・Oが呑んだ事で急遽タイトルマッチが行われるも最後はH・Y・Oの誤爆等で石田がシュンに敗北
2022年1月12日、H・Y・Oの要求で再度トライアングルゲートに挑戦するもEita石田とH・Y・Oの間で完全に溝が生じており試合には勝利しベルトを取り返すもH・Y・Oがシュンをチームに入れると言い出し石田と共に拒否しH・Y・Oを追放しようとするも逆に自身と石田がR・E・Dを追放された。3月6日、大阪府立体育会館でヨースケをパートナーに3way形式でツインゲート挑戦。3月13日、ノア横浜武道館大会で原田大輔を破りGHCジュニアヘビー級王座を奪取した。3月21日、ノア福岡国際センター大会で小川良成・HAYATA組を相手に反則負け。試合後もHAYATAをシャンプーで泡まみれにした。4月29日、ノア両国国技館大会でHAYATAとGHCジュニアヘビー級王座の初防衛戦を行うも流血もあって敗北し王座陥落。5月5日、愛知県大会でペロスの一員としてトライアングルゲート獲得。6月7日にノア後楽園ホール大会で王座陥落。トライアングルゲートをノアに流出させてしまった。6月23日、新宿FACEでトライアングルゲートを取り返す7月30日、神戸ワールドでトライアングルゲート陥落8月7日、前ドリームゲート王者のKAIとのシングルマッチで勝利し、現王者の吉岡勇紀に挑戦表明8月10日ドリームゲート次期挑戦者決定戦でKzyに勝利。挑戦者の証である鍵を手に入れる9月8日、後楽園ホール大会で6人タッグマッチでNumero Unoで吉岡からギブアップを奪う。9月19日、大田区大会でドリームゲートに挑戦するも敗北。11月6日、大阪府立体育会館大会で海外から一時帰国した藤原拓磨と対戦し勝利。
2023年1月1日、因縁のあった小川良成と組みGHCジュニアヘビー級タッグ王座を獲得。3月21日、DRAGON GATEと新たな形態の出場契約を締結することを発表し、翌3月22日、DRAGON GATE公式YouTubeチャンネルにて今後はフリーとして活動していくことを発表した。4月16日、GHCジュニアヘビー級タッグ王座から陥落し、再び小川と敵対関係となる。5月4日、ノア両国国技館大会でダガをパートナーに小川・リッジウェイ組と対決するもImperial Unoがダガに誤爆したのをキッカケに裏切られる。5月14日、小川とのシングルマッチで乱入してきたHAYATAと手を組む。5月21日、ダガとシングルマッチを行うも小川とリッジウェイの乱入もあり敗戦。HAYATAに救出される。5月28日ドラゴンゲートエディオンアリーナ大会の第二試合に登場。試合に加わり勝利。7月7日、キングオブゲート一回戦でKzyと対戦。途中Imperial Unoで一時的にKOに追い込むも最後は丸め込みで敗北。
2024年5月16日、CyberFightの新体制発表報告のなかで、プロレスリング・ノアに正式入団したことが明らかになった。

## 得意技
Imperial Uno（インペリアル・ウノ）
トラースキック。Eitaがデビュー当初から愛用している技。本人曰く180度近く開脚する柔軟さで相手の顔面を撃ち抜く。
Numero Uno（ヌメロ・ウノ）
変形の腕固め。
サラマンダー
雪崩式のカサドーラ。

## タイトル歴
DRAGON GATE
- オープン・ザ・ドリームゲート王座：1回（第31代）
- オープン・ザ・ブレイブゲート王座：2回（第30代、第35代）
- オープン・ザ・ツインゲート王座：5回
  - 第29・32・34・41代（パートナーはT-Hawk）
  - 第46代（パートナーはビッグR清水）
- オープン・ザ・トライアングルゲート王座：6回
  - 第45代（パートナーはT-Hawk&フラミータ）
  - 第48代（パートナーはT-Hawk&U-T）
  - 第73・75代（パートナーは石田凱士＆H・Y・O）
  - 第78・81代（パートナーはNOSAWA論外＆鈴木鼓太郎）
- KING OF GATE優勝：1回（2020年）
- Summer Adventure Tag League優勝：2回
  - 2013年（パートナーはT-Hawk）
  - 2016年（パートナーはドラゴン・キッド）

プロレスリング・ノア
- GHCジュニアヘビー級王座：2回（第48代、第57代）
- GHCジュニアヘビー級タッグ王座：3回
  - 第46代（パートナーはNOSAWA論外）
  - 第55代（パートナーは小川良成）
  - 第60代（パートナーは近藤修司）

## 入場曲
- 「Overdrive the Mirage」ピート・クラッセン[4]